# Be (singel Voo Voo)
Be to singel zespołu Voo Voo pochodzący z albumu Płyta.

## Lista utworów
1. "Be" 2:58

Voo Voo w składzie:
- Wojciech Waglewski – muzyka i słowa
- Mateusz Pospieszalski
- Piotr Stopa Żyżelewicz
- Karim Martusewicz

Nagrań dokonano w drewnianym spichlerzu w Janowcu nad Wisłą oraz w Media WuWu Studio w Warszawie.
- Piotr Dziki Chancewicz – realizacja i mix
- Julita Emanuiłow – mastering
- Jarosław Koziara – projekt okładki